# Вироваям
Вироваям — река на северо-востоке полуострова Камчатка. Протекает по территории Карагинского района Камчатского края России.
Длина реки — 36 км. Берёт исток с южных склонов горы Обзорная. Впадает в Кичигинский залив. Крупный приток — Красная.
Название в переводе с корякского Виров’аям — «ольховая река».

## Данные водного реестра
По данным государственного водного реестра России относится к Анадыро-Колымскому бассейновому округу.
Код объекта в государственном водном реестре — 19060000312120000008533.